# 雍正帝
雍正帝 (ようせいてい) は、清の第5代皇帝。諱は胤禛(いんしん) 、廟号は世宗。在世時の元号の雍正を取って雍正帝と呼ばれる。聖祖康熙帝の第四子、高宗乾隆帝の父。
太祖ヌルハチから数えれば第五代皇帝、北京入城を果たし中華皇帝となった世祖順治帝から数えれば第三代皇帝にあたる。父康熙帝の時代には戦争が度重なるなどして国内財政が逼迫したが、雍正帝は即位するやその引き締めにあたり、在位僅か十餘年の間に経済的基礎を築きなおして、次代の乾隆帝の時に清朝は全盛期を迎える。

## 生涯

### 即位
康熙帝の第4子として生まれる。母は徳妃のウヤ（烏雅）氏（孝恭仁皇后）。

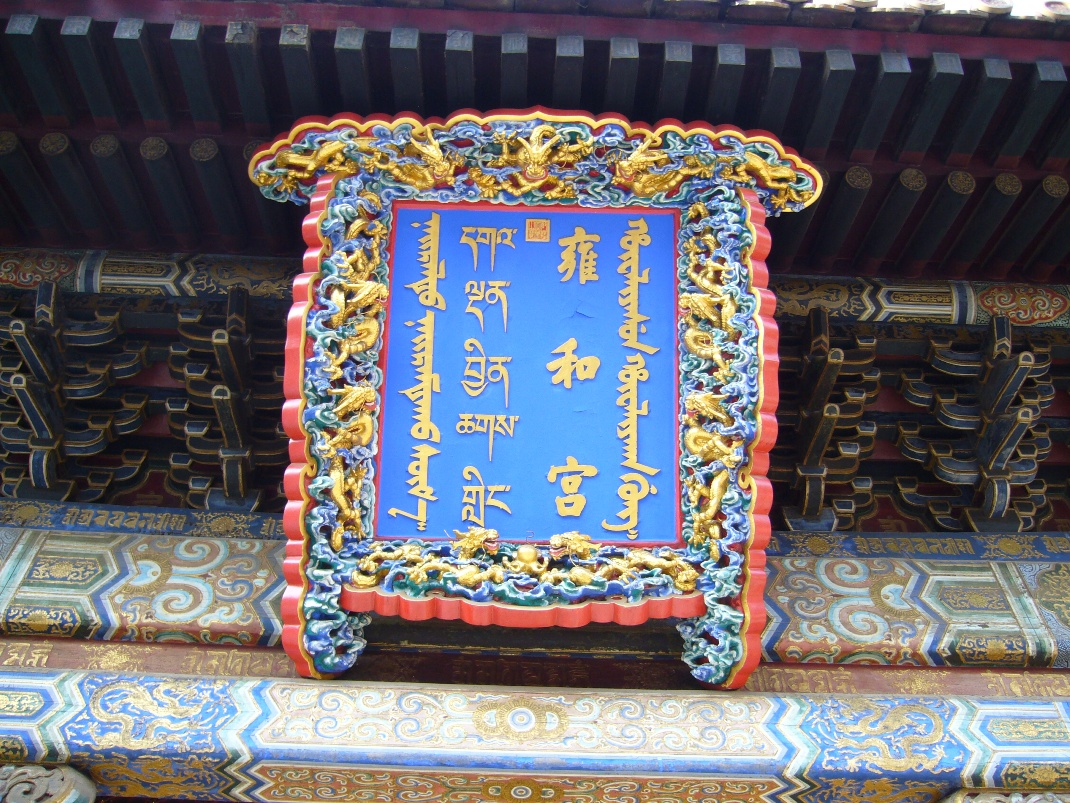
北京市東城区（かつての京師内城の鑲黄旗大街）にあるチベット仏教寺院の雍和宮は、雍正帝が鑲白旗旗王時代に居を構えた雍親王府であった。

康熙37年（1698年）にドロイ・ベイレ（上から三番目の爵位）として鑲白旗に分封され鑲白旗旗王となり、康熙48年（1709年）に和碩雍親王（hošoi hūwaliyasun cin wang、1番目の爵位）に進められ、満洲ニル6、蒙古ニル3、漢軍ニル3とボーイ・ニルを合わせ成人男子3千名ほどの旗人を従えた旗王となった。
康熙帝は次男で皇后の子の胤礽を寵愛し、2歳で皇太子とした。しかし満州人には長子相続という慣習がなく、中華式の皇太子の地位など他の皇子たちには納得がいかず、各旗の旗人たちは壮烈な党派争いを演じ、陰謀が巡らされ皇太子は孤立して自暴自棄となり、修養を怠って遊び歩き、賄賂を取って政治を歪め、さらには康熙帝を亡きものにするクーデターにまで手を染めたとされた。そこで康熙帝はやむを得ず皇太子を2度も廃太子とし、以後新たに皇太子を置くことはなかった。
康熙61年（1722年）、康熙帝が病を得て崩御すると、ロンコドが受けた遺詔によって胤禛が指名され皇帝に即位した（九子奪嫡）。この時45歳であった。

### 勢力確立
皇位継承には母親の出自の貴賤が重要であった清において、他の皇子の母親に蒙古王侯や満洲名家の令嬢などが居並ぶ中、雍正帝の母・ウヤ（烏雅）氏は、家奴で下級旗人であるボーイ･ニル（包衣）の出身と出自が悪かった。雍正帝自身も鑲白旗旗王の中で特に序列が高かったわけでもなく、加えて即位までの経緯から政治的基盤が脆弱であったため、皇帝直属の上三旗（正黄・鑲黄・正白）の出身者が就くような役職に、鑲白旗旗王時代の部下（「藩邸旧人」と呼ばれる）を就かせたり、見所のある下五旗の者を上三旗に異動させるなど、上三旗の掌握に腐心した。即位五年目に重鎮・ロンコドを早々に誅殺すると、雍正帝即位後も朋党を形成して相続を争おうとする康熙帝の諸皇子や、上三旗の大臣たちにも容赦せず、康熙帝八子・廉親王胤禩をアキナ（akina、阿其那、犬）、九子・胤禟をセスヘ（seshe、塞思黒、豚）と改名させて監禁し、その2か月後には朋党の領袖である上三旗大臣のアルスンガとオロンダイを処刑した。さらに独裁権確立を狙い、至る所に密偵を潜り込ませた。1732年に内閣を飛び越えて決裁を行う軍機処を創設し、閣臣たちに口出しさせず政治に当たった。その他、皇帝の諱を忌避する風習から、雍正帝に忠誠を尽くした胤祥（康熙帝十三男）を除く兄弟の字を胤から允に改称させた。

### 立太子

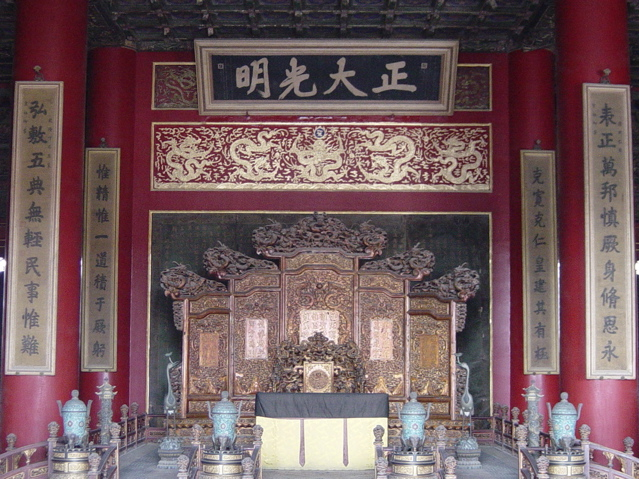
乾清宮に掲げられている「正大光明」の額縁、雍正帝はここに後継者を記した勅書を封印した。

皇位継承の暗闘を経験したことから、雍正帝は皇太子を擁立しない方針を決めた。代わりの後継者指名法として、皇位継承者の名前を書いた勅書を印で封印した後、紫禁城乾清宮の玉座の後ろにある「正大光明」と書かれた扁額の裏に隠し、崩御後に一定人数が立ち会った上で勅書を開く、という方法を考案した。これを「密勅立太子法」（太子密建）と言う。それまでは皇太子の周りに次代の権力の座を狙って集まって来る者が追従を繰り返すことによって皇太子の性格が歪んだり、皇帝派と皇太子派の派閥争いが起きる弊害があったが、こういった事態を封じ、皇帝の専制君主の座が確立した。この方法により、清代には暗愚な皇帝が比較的出なかったと言われる。

### 崩御
1735年、働き続けた雍正帝は崩御した。伝説によれば、かつて処罰した呂留良の娘の呂四娘あるいは反乱を企てた罪で処刑された盧某の妻に殺害され首を奪われ、ゆえに清西陵泰陵に埋葬された雍正帝の首は黄金製の作り物である、とする創作もある。後に紹介する仕事中毒とも言えるような働きぶりによる過労死とする説を支持する者も日本には多い。また、ナポレオン・ボナパルトと同様、重い責務でストレスを溜め、夜遅くまで酒を飲み、脂っこい飯を食べ、昼に眠るという生活が死期を早めたと思われる。現代の中国では、「故宮當案」の研究結果から、道家の神仙思想に凝った結果、不老長寿のために服用したエリクサー（仙丹）による中毒死ではないか、と推測される。なお、雍正帝のお抱え道士たちは、後の乾隆帝によって追放処分を受けた。

## 内政

### 文字の獄
「文字の獄」（もんじのごく/もじのごく）とは中国における筆禍事件を指す言葉で、それ自体は秦朝を首めとし歴代王朝にみられ、特に珍しくもなかったが、清の康熙・雍正・乾隆の三朝における筆禍事件が特に有名であるため、狭義には清代の筆禍事件を指す。乾隆朝における文字の獄が、官位をもたない一般庶民の何気ない言論までが攻撃対象となり、多数が処刑されたのに対し、雍正朝においては、官位を有する反体制的人物を標的とした。雍正年間に起った有名な文字の獄としては、汪景祺、査嗣庭、呂留良の三名に絡む事件が挙げられる。

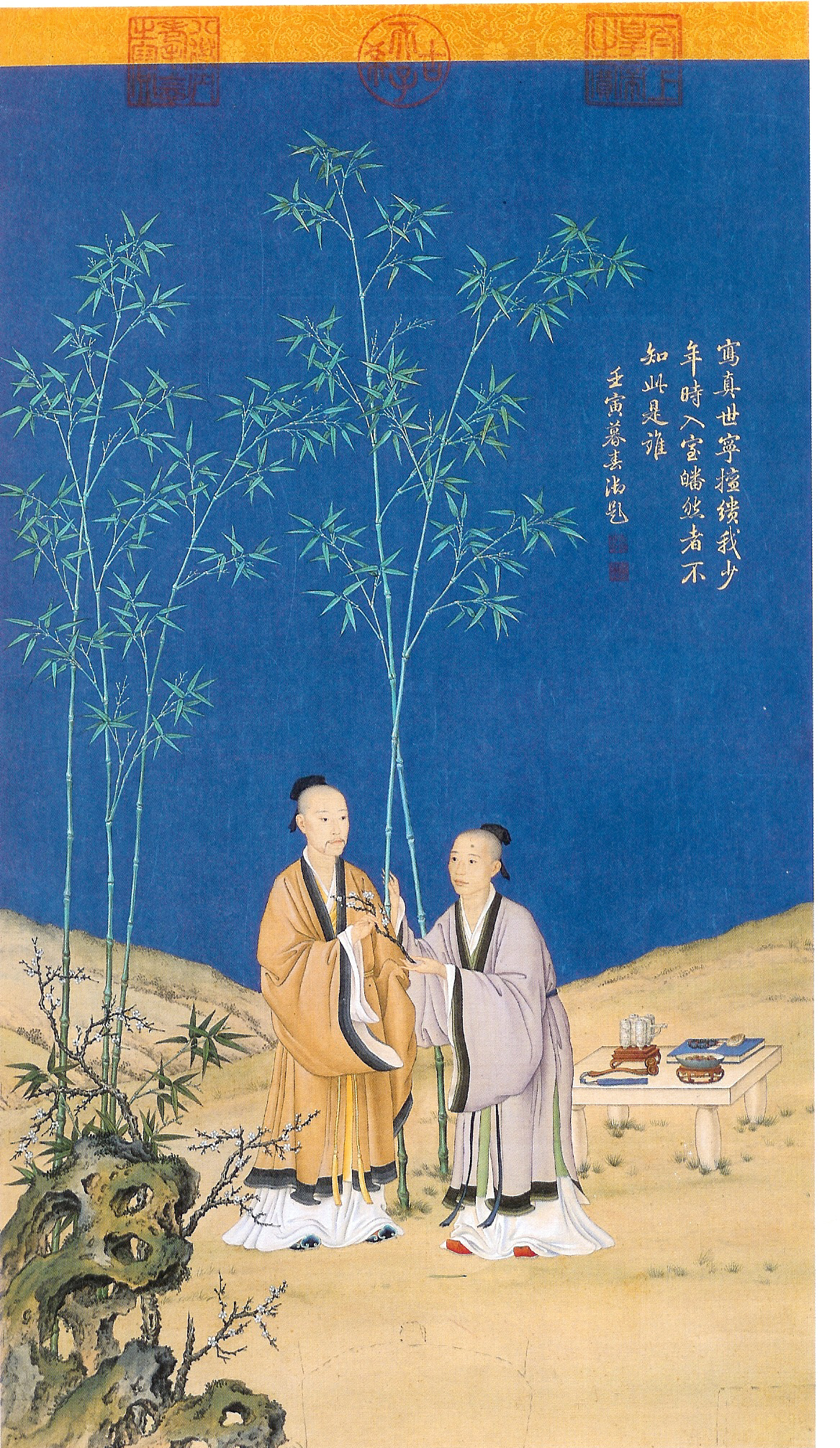
漢服を着た雍正帝と乾隆帝

#### 汪景祺の獄
汪景祺は年羹堯の私設の秘書で、西北部に駐軍していた年羹堯を訪問した際の見聞録『西征隨筆』には清朝を侮辱する言葉がならび、とりわけ康熙帝の漢文教養の低さを嘲笑する文章は、子の雍正帝をして激怒させた。年羹堯が雍正帝から自死を賜ると、汪景祺も連座して斬首に処され、妻子は奴隷身分に貶められた。

#### 査嗣庭の獄
郷試の監督として江西省に派遣された査嗣庭は、『詩經』の「維民所止」(維これ民の止むる所) を試験問題として出したところ、「維」と「止」がそれぞれ「雍」「正」の「⼇」と「一」を取り去ったもので、つまり雍正帝の首を刎ねることの暗喩だと誣告を受けた。雍正帝が査嗣庭の自宅を捜索させたところ、雍正帝を誹謗する日記などが押収され、査嗣庭は投獄された末に獄死した。さらに査嗣庭の死体は首を獄門に晒され、その子孫は流罪、さらに財産を没収された。この事件の背景には、査嗣庭がロンコド派に属していたことがあったとされる。中央官僚のロンコドは、西北で強大な軍事力を有する年羹堯と朋党を結成し、帝位を脅かす存在として雍正帝に警戒されていた。

#### 呂留良の獄
浙江人・呂留良は優秀でありながら清朝に奉仕することを潔しとせず、順治年間に在野の批評家に転身して以来、過激な攘夷発言を繰り返していた。その著書は呂留良の死後も、清朝を容認できない漢人層の支持をひろく集めていたが、湖南人・曾静も、呂留良の著書を読んで感銘を受けた者の中の一人で、自らの弟子を呂留良の弟子の許へ送り、清朝転覆を画策した。この一派は、年羹堯の後任として当時川陝総督の地位にあった岳鍾琪に目をつけ、女真国家・金王朝に抗戦した宋代の武将・岳飛と同じ岳姓の者として、清朝転覆のための謀叛を起こせと岳鍾琪を教唆したものの、当の岳鍾琪によって計画が中央に通報されたため、曾静はお縄となった。
雍正帝は訊問を通じて、曾静が大変に単純な男であることに気づき、理屈攻めにして論破した挙句、両者間の問答を『大義覺迷錄』という書物にまとめて出版させた。岳鍾琪や官僚らの奏摺を雍正帝からみせられ、すっかり感激しきった曾静に対して、雍正帝はそれ以上の追及しなかったが、呂留良は棺桶を暴かれた上に晒し首となり、その子孫も斬首や流刑に処された。しかし一方で、呂留良の著書は雍正帝の勅命によりあえて発禁とはならなかった。この事件を通じて呂留良党の漢人は鳴りを潜めたという。

### 奴隷解放
雍正帝は、山西省の楽戸、浙江省の惰民および九姓漁戸、安徽省の世僕などの賎民階級を解放し、良民と同等に待遇した。これは、官吏に特権階級が存在することを認めない雍正帝の姿勢から出ている。特権は独り天子が之を有し、天子以外の万民は全く平等の価値しかもたないというのが雍正帝の思想であった。

なお、制度としての奴隷階級は消滅したものの、奴隷に対する蔑視や生活環境の劣悪さはこれ以後も根強く残った。

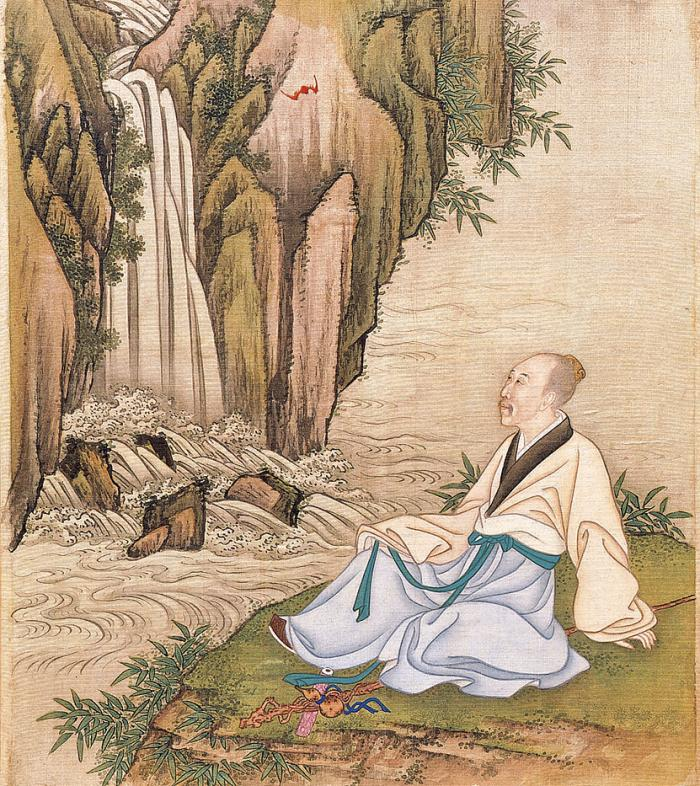
仙人姿の雍正帝

### 言語政策
明朝期以前においては、南京の音にもとづく南京官話が規範とされていた。清朝期になると、官話の中心は徐々に南京官話から北京音をもとにした北京官話へと移っていった。そのような中で、雍正帝は中央統制体制を強化するために北京官話の普及をはかり、官話政策を提議した。福建省に「正音書院」と呼ばれる官話の音を学ぶ書院を建て、また広東省の民間の粤秀書院などを支援して官話教育を担わせた。これらの教育機関では、教科書として『正音摂要』『正音咀華』などが用いられた。

## 外交
18世紀初頭以来のチベットの混乱に対し、康熙帝は危機に陥った朝貢国を救援するという立場から介入、ジュンガルの占領軍を撤退に追い込み、ダライ・ラマ位をめぐる混乱を整理、グシ・ハン一族には、ハン位継承の候補者を選出するよう促した。しかし、グシ・ハン一族の内紛は深刻で、ハン位の継承候補者について合意に達することができず、康熙帝はラサン・ハンの死によって空位となったチベットのハン位を埋めることができないまま没した。

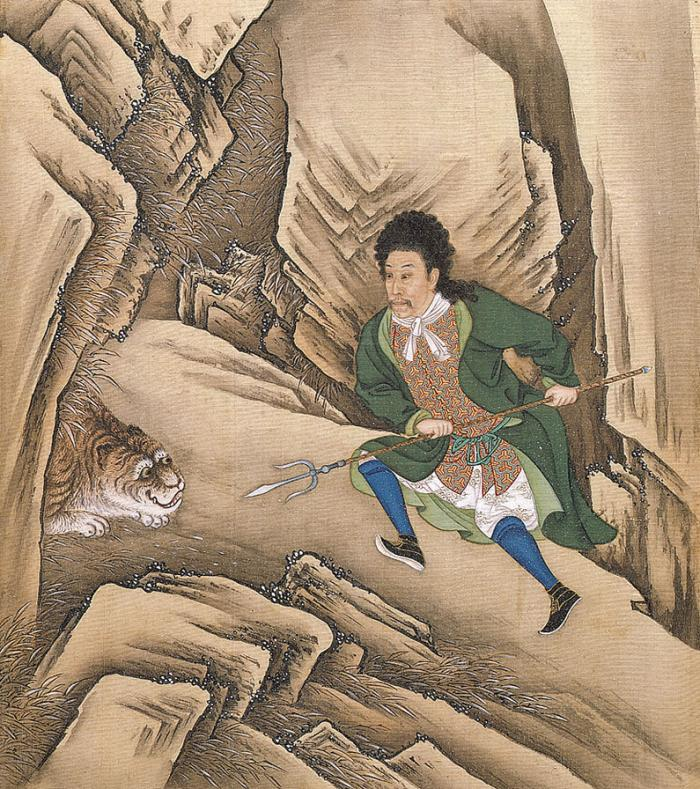
洋装の雍正帝。雍正帝は仮装姿の肖像画を多く残している

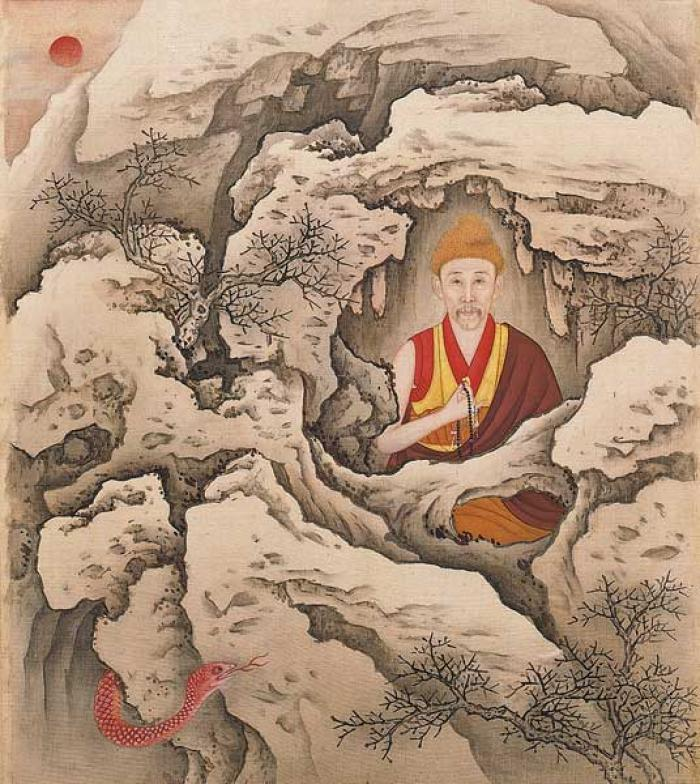
ラマ姿の雍正帝

雍正帝は、グシ・ハン一族の定見のなさ、ジュンガルと結びつく可能性（グシ・ハン一族がジュンガルと組んで清朝と敵対した場合、アルタイ山脈から甘粛・四川・雲南にいたる長大なラインが前線と化す）などについて強い不信感を有しており、父帝の方針を一転し、即位後ただちにグシ・ハン一族の本拠であった青海地方に出兵、グシ・ハン一族を制圧した。雍正帝はグシ・ハン一族がカム地方の諸侯や七十九族と呼ばれたチベット系・モンゴル系の遊牧民たちに対して有していた支配権を接収、チベットをタンラ山脈からディチュ河の線で二分し、この線の北部は青海地方と甘粛・四川・雲南の諸省の間で分割、この線の南に位置する三十九族やカム地方西部は「ダライ・ラマに賞給」し、その支配をガンデンポタンに委ねた。

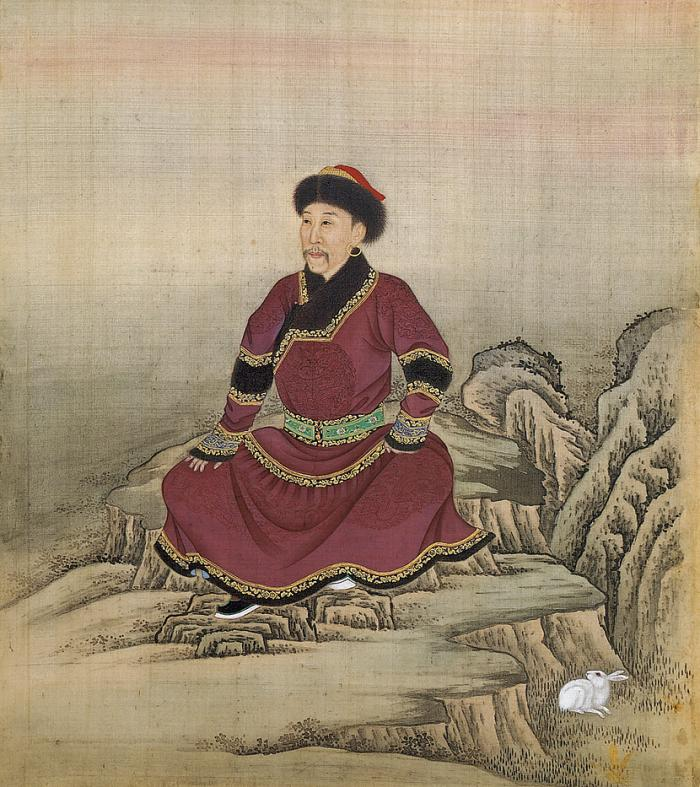
モンゴル人の服を着た雍正帝

外モンゴルにまで勢力を拡大したことで、オイラトや、ロシア帝国との国境を画定する必要が生じた。ロシアとはキャフタ条約を締結して外モンゴルの国境を定めるとともに、両国間での交易に関する協定が結ばれた。かつて康煕帝が結んだネルチンスク条約と同様、国境を画定させるという姿勢は、当時における中国の一般的な対外関係とは違いがみられるものの、対ロシア関係も理藩院において処理されたように、従来の朝貢秩序を揺るがすようなものではなかった。またオイラトとは、ガルダンの後継者ツェワンラブタンとの間で国境交渉を持ち、1730年にアルタイ山脈を境界とする取り決めが成立した。

## 后妃子女

### 正室
- 孝敬憲皇后ウラナラ氏
  - 子・弘暉：皇長子。端親王。

### 継室
- 孝聖憲皇后鈕祜禄ニョフル氏：生前の熹貴妃→崇慶皇太后。
  - 子・弘暦：皇四子。後の乾隆帝。

### 側室
- 敦粛皇貴妃年氏：年羹堯の妹。
  - 娘：皇四女。夭逝。
  - 子・福宜：夭逝。
  - 子・福恵：懐親王。夭逝。
  - 子・福沛：夭逝。
- 純懿皇貴妃耿氏
  - 子・弘昼：皇五子。和親王。
- 斉妃李氏
  - 娘：皇二女。和碩懐恪公主。
  - 子・弘昐：夭逝。
  - 子・弘昀：皇二子。夭逝。
  - 子・弘時：皇三子。雍正帝の怒りを買って允禩の養子にされ、宗籍抹消、後に乾隆帝により宗籍恢復。
- 謙妃劉氏
  - 子・弘曕：皇六子。子がなかった允礼の養嗣子となり果郡王を承襲。
- 寧妃武氏
- 懋嬪宋氏
  - 娘：皇長女。夭逝。
  - 娘：皇三女。夭逝。
- 貴人郭氏
- 貴人海氏
- 貴人張氏
- 貴人李氏
- 貴人安氏
- 貴人老氏
- 常在那氏
- 常在李氏
- 常在馬氏
- 常在高氏
- 常在常氏
- 春常在
- 吉常在
- 答応蘇氏
- 答応汪氏
- 雲答応
- 蘭答応
- 格格蘇氏[注釈 3]
- 格格張氏[注釈 3]
- 格格伊氏[注釈 3]
- 格格張氏[注釈 3]

### 猶女
- 和碩淑慎公主：理親王・胤礽の娘。
- 和碩和恵公主：怡親王・胤祥の娘。
- 和碩端柔公主 - 荘親王・胤禄の娘。

## 逸話
- 雲貴総督時代の高其倬（中国語版）よりも「雍正帝の治世、雲南貴州総督の高其倬が密奏を上（たてまつ）り、国境に近い都龍（ドロン）の地には金鉱があるため、明代から越南に侵占されているので、これを恢復したい」との上奏に対して、雍正帝は「遠きを柔らぐるの道は、隣に睦むを以って美となす。都龍、南丹等の処は、明季にありて巳に安南（越南）の有する所たり。是れ侵占は我朝において始まるに非ず。安南は累世恭順なり。其の地、果たして利あらんか、即ち天朝は小邦と利を争うべけんや。若し利なからんか、即ちまた何ぞ必ずしもこれと争わん」とし上奏を退けている[10]。
- 清皇室離宮の円明園は、雍正帝が親王時代に康熙帝から拝領した庭園をもとに造営されたものである。
- 民衆の手本として自ら倹約に努めている。書き物をする時に重要なものでなければ紙を裏返して使い、地方官が手紙を皇帝に送るときに綾絹を用いると「なぜこんな無駄なことをするのか」と言って紙を使わせた。政治の最高機関である軍機処の建物も、みすぼらしいバラックのようなものであった。
- 日本に対しては好意的だった。
- 単なる恐怖政治家ではなく、史上まれに見る勤勉な皇帝であった。毎日夜遅くまで政務に当たり、大量の上奏文にいちいち目を通し、全て自分で硃批（中国語版）（皇帝自身による朱墨による諾否、その他の書き込み）を満洲語で書かれた上奏文なら満洲語で、漢文で書かれた上奏文なら漢文で書き込み、一日の睡眠時間は4時間に満たなかったという。密偵も、ただ監視をするだけではなく、地方官に業績の優れた者がいればこれを褒賞した。
- 即位前から坐禅に親しみ、臨済宗の迦陵性音に印可を受け、永明延寿を高く評価し『宗鏡大綱』を執筆した[11]。

## 登場作品

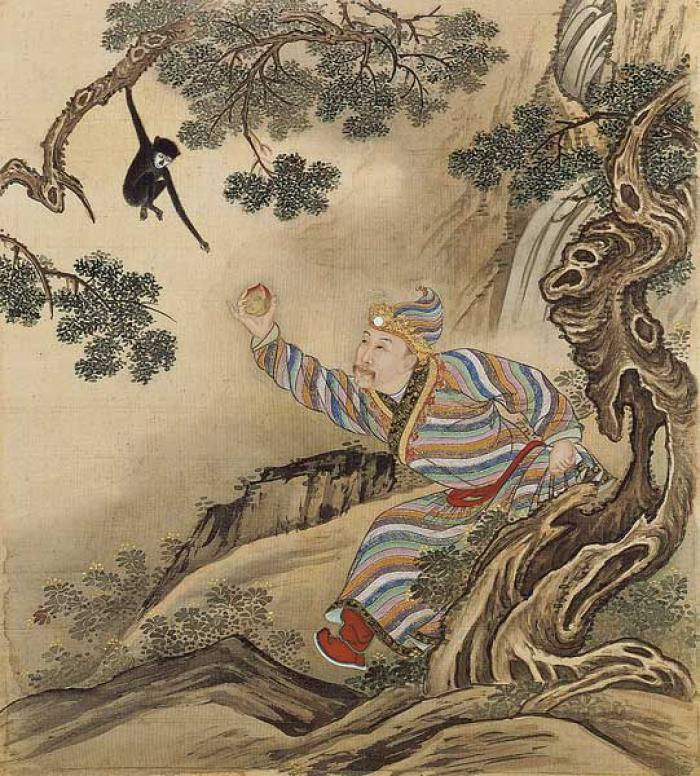
東方朔姿の雍正帝（東方朔偸桃）

雍正帝の生涯を描いたものとして、全44回の連続テレビドラマ『雍正王朝』（1999年）がある。出演：唐国強・焦晃・王絵春・王輝。
他に関連した作品として、雍正帝の“三大模範”（鄂爾泰・田文鏡・李衛）の一人である李衛を扱った作品『李衛當官』（全30回、日本未公開）でも冷徹な人物として登場している。『雍正王朝』と同様、雍正帝を唐国強、十三皇子を王輝が演じた。
また、雍正帝によって造られたと言われている諜報・暗殺などの秘密工作を請け負う秘密組織「血滴子」は、武侠小説や香港映画の題材としてたびたび使われている。映画『空とぶギロチン』（原題：血滴子、1975年）、『続・空とぶギロチン 〜戦慄のダブル・ギロチン〜』（原題：清宮大刺殺、1978年）などがその代表作。

### 映画
- 『少林寺への道2』（DVD邦題：少林寺への道 十八銅人の逆襲、原題：雍正大破十八銅人、1976年）
- 『カンフーエンペラー（中国語版）』（原題：功夫皇帝、1981年）
- 『少林寺炎上』（原題：火焼少林寺、1976年）

### テレビドラマ
- 『雍正王朝』（1999年）
- 『李衛当官』（2000年、日本未公開）
- 『宮 パレス 〜時をかける宮女〜』（2011年）
- 『宮廷女官 若曦』（2011年）
- 『宮廷の諍い女』（2011年）
- 『宮 パレス2〜恋におちた女官〜』（2012年）
- 『宮廷の秘密〜王者清風（中国語版）』（2013年）
- 『花散る宮廷の女たち〜愛と裏切りの生涯〜』（2017年）
- 『如懿伝 〜紫禁城に散る宿命の王妃〜』（2018年）
- 『瓔珞〜紫禁城に燃ゆる逆襲の王妃〜』（2018年）
- 『宮廷の茗薇 〜時をかける恋（中国語版）』（2019年）

### 演劇
- 『君子無朋～中国史上最も孤独な「暴君」雍正帝～』（2021年　演：佐々木蔵之介）